# Karoline Herfurth
Karoline Herfurth (Berlin-Pankow, 1984. május 22.) német színésznő.

## Élete

### Származása, tanulmányai
Kelet-Berlinben (Kelet-Németország) született. Kétéves korában szülei elváltak, így testvérével és öt féltestvérével nőtt fel. 
A berlini Ernst Busch Színiakadémia (Hochschule für Schauspielkunst Ernst Busch) tanulójaként diplomázott. 
Szociológiát és politológiát tanult.

### Pályafutása
Tízévesen kapta első szerepét egy tévésorozatban, első filmszerepét pedig 2000-ben, tizenöt évesen kapta meg.

## Magánélete
2015-ben felszólalt a jobboldali Pegida párt ellen.

## Filmográfia
- 2000: Crasy
- 2006: A parfüm: Egy gyilkos története (Perfume: The Story of a Murderer / Das Parfum – Die Geschichte eines Mörders)
- 2008: A felolvasó (Der Vorleser / The Reader)[9]
- 2009: A libapásztorlány (Die Gänsemagd)
- 2013: Fák jú, Tanár úr! (Fack ju Göhte)
- 2015: Fák jú, Tanár úr! 2. (Fack ju Göhte 2)
- 2016: Szerelmes SMS (SMS für Dich)
- 2019: Nyílt titkok (Das perfekte Geheimnis)